# اسپی اس‌ای
اسپی اس‌ای (انگلیسی: SPIE SA) شرکت برق فرانسوی است، که در سال ۱۹۰۰ تأسیس شد.